# Dietrich Gerhardt (Mediziner)

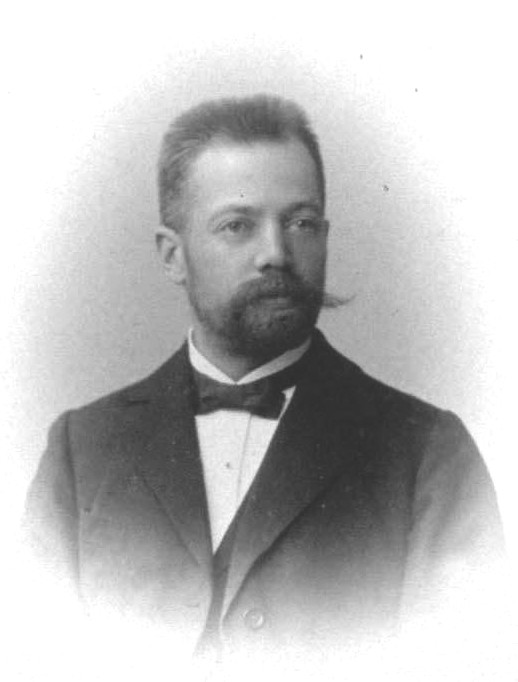
Dietrich Gerhardt, 1900

Dietrich Gerhardt (* 16. Februar 1866 in Jena; † 31. Juli 1921 in Meiningen) war ein deutscher Mediziner.

## Leben
Gerhardt war der Sohn des Internisten Carl Jakob Christian Adolf Gerhardt. Er studierte Medizin an den Universitäten Heidelberg, Würzburg und Berlin, das er 1889 mit dem Staatsexamen und der Promotion abschloss. Von 1889 bis 1892 arbeitete er als Assistent an den Universitäten Würzburg und Straßburg, wo er 1894 habilitiert wurde. 1900 wurde er außerordentlicher Professor und erhielt einen Lehrauftrag für klinische Propädeutik. 1903 wechselte er als Extraordinarius und Leiter der medizinischen Poliklinik nach Erlangen, 1905 an die Universitätsklinik Jena. 1907 wurde Dietrich Gerhardt ordentlicher Professor und Direktor der medizinischen Klinik in Basel, vier Jahre später ging er nach Würzburg. 
In seiner wissenschaftlichen Tätigkeit beschäftigte Gerhardt sich besonders intensiv mit Herz-, Lungen- und Pleura-Erkrankungen. Daneben veröffentlichte er auch Arbeiten zur Neurologie. 

## Veröffentlichungen (Auswahl)
- Über Hydrobilirubin und seine Beziehungen zum Ikterus. Schade, Berlin 1889 (Berlin, Univ., Diss., 1889).
- Über Entstehung und diagnostische Bedeutung der Herztöne. Breitkopf und Härtel, Leipzig 1898 (Sammlung klinischer Vorträge; N.F., 214) (Sammlung klinischer Vorträge. Innere Medizin; N.F., 64).
- Der Diabetes insipitus. Hölder, Wien 1899 (Specielle Pathologie und Therapie; Bd. 7, Th. 7)
- Über Herzmuskelerkrankungen. Stuber, Würzburg 1902 (Würzburger Abhandlungen aus dem Gesamtgebiet der praktischen Medizin; 3,2).
- Über einige neuere Gesichtspunkte für die Diagnose und Therapie der Nierenkrankheiten. Stuber, Würzburg 1907 (Würzburger Abhandlungen aus dem Gesamtgebiet der praktischen Medizin; 7,1).
- Über Anpassungs- und Ausgleichvorgänge bei Krankheiten. Barth, Leipzig 1908 (Sammlung klinischer Vorträge; N.F., 470) (Sammlung klinischer Vorträge. Innere Medizin; N.F., 142).
- mit Hermann Nothnagel und Lothar von Frankl-Hochwart: Herzklappenfehler. Hölder, Wien 1913 (Specielle Pathologie und Therapie; [9]) (Digitalisat).
- Die Endokarditis. Hölder, Wien und Leipzig 1914 (Specielle Pathologie und Therapie; [15,1]) (Digitalisat).